# Musée d'histoire de Barcelone
Le musée d'histoire de Barcelone (en catalan : Museu d'Història de Barcelona ; en espagnol : Museo de Historia de Barcelona), également connu par son acronyme MUHBA, est un musée qui conserve, étudie, expose et transmet le patrimoine historique de la ville de Barcelone, depuis ses origines jusqu'à nos jours. Il dépend de la mairie de Barcelone. 
Son siège principal se trouve sur la Plaça del Rei (« place du Roi »), au centre de la vieille ville (Ciutat Vella) dans le quartier gothique (Barri Gotic). Il fait partie de plusieurs sites patrimoniaux répartis dans la ville. La plupart d'entre eux sont des sites archéologiques présentant des vestiges de l'ancienne ville romaine, appelée en latin Barcino. D'autres se réfèrent à l'époque médiévale (la juiverie, le palais royal médiéval, appelé Palau Reial Major, les fouilles de l'ancien couvent de Sainte-Catherine) et le reste couvre la ville moderne et contemporaine, y compris d'anciens bâtiments industriels et des sites liés à Gaudí et la guerre d'Espagne. Il a été inauguré le 14 avril 1943. Son promoteur principal et premier directeur fut l'historien Agustí Duran (ca).

## Histoire

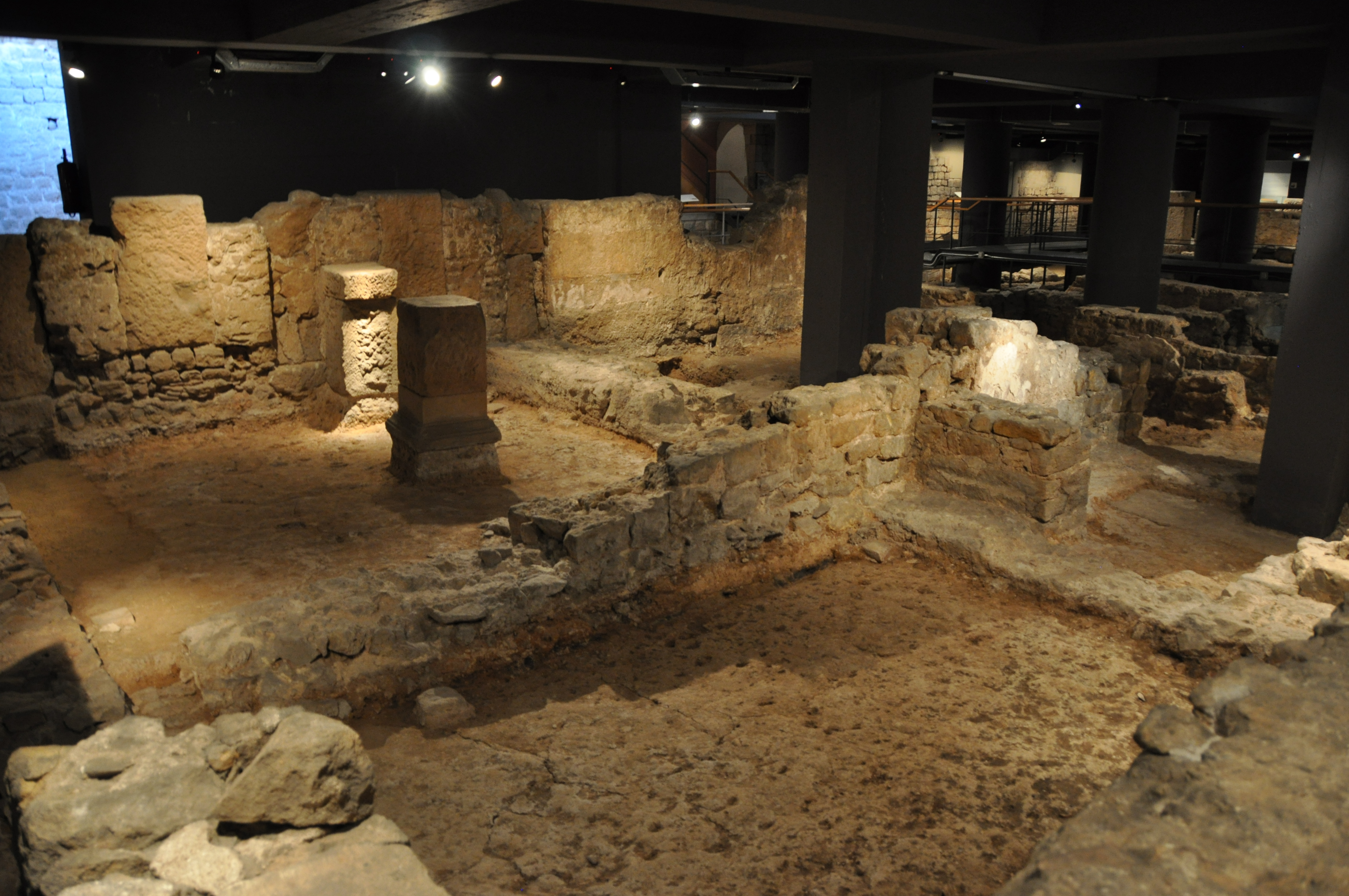
Vestiges de la ville romaine de Barcino au sous-sol archéologique (MUHBA Plaça del Rei)

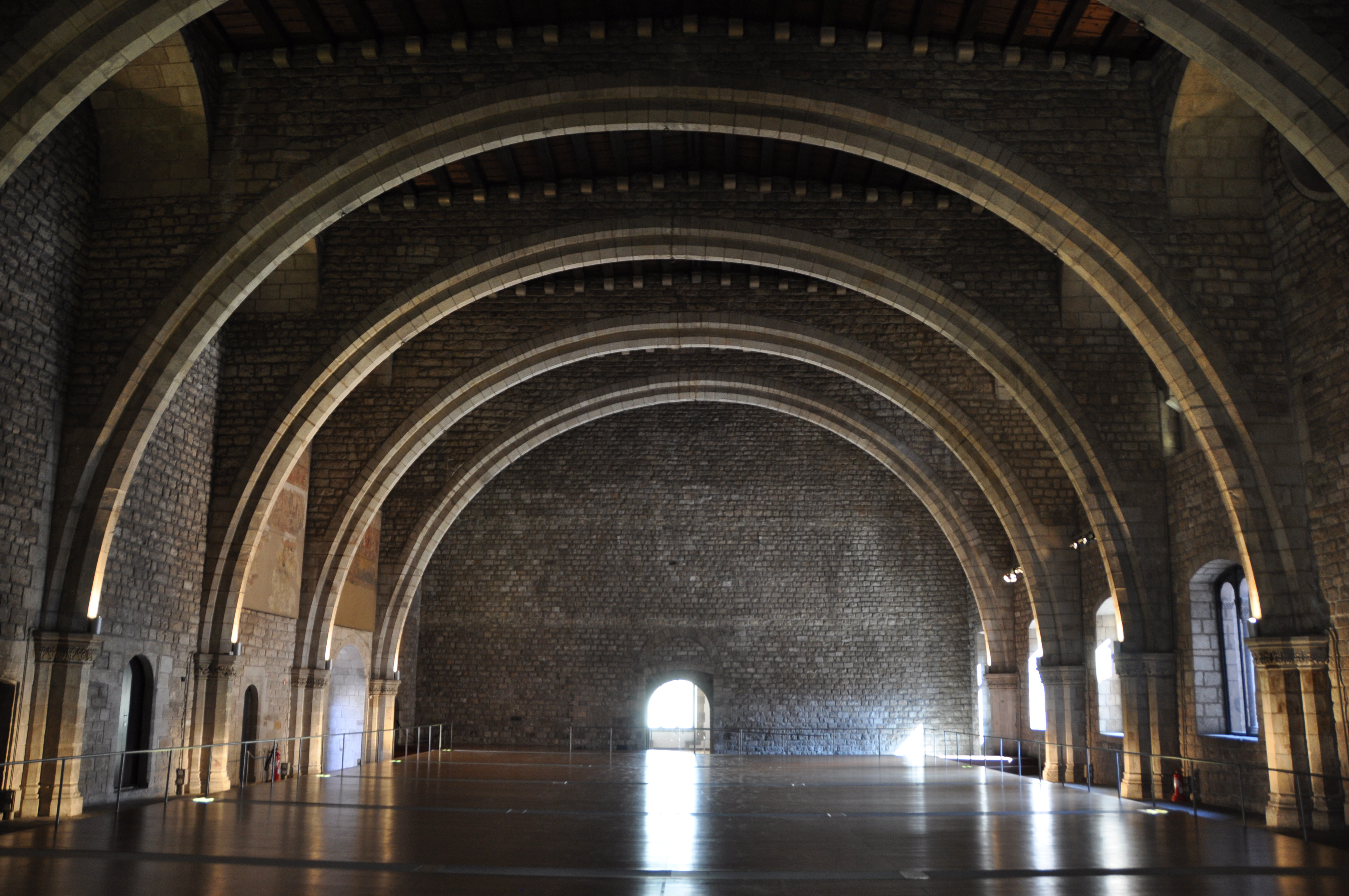
Salón du Tinell du Palais royal médiéval. XIVe siècle (MUHBA Plaça del Rei)

Depuis l'Exposition universelle de 1888 quelques tentatives de création d'un musée sur l'histoire de Barcelone sont entreprises. 
En 1929, lors de l'Exposition internationale de 1929, la mairie de la ville organise une exposition temporaire sur le passé, le présent et le futur de Barcelone, considérée comme la préfiguration du musée d'histoire de Barcelone.
En 1931, la Casa Padellàs (hôtel Padellàs), un hôtel particulier du gothique tardif (XVe-XVIe siècles) est déplacé pierre par pierre de son emplacement d'origine dans la rue Mercaders vers la Plaça del Rei (place du Roi), afin de le préserver et d'éviter sa démolition en raison de l'ouverture de la Via Laietana, un boulevard moderne perçant la Barcelone ancienne.
Au cours de la reconstruction de la Casa Padellàs sur son nouvel emplacement sur la Plaça del Rei, on découvre dans le sous-sol des vestiges de la ville romaine de Barcino (nom de la ville sous l'Empire romain). Immédiatement, des fouilles archéologiques sont entreprises, comportant la découverte d'un quartier entier de la ville romaine. La guerre d'Espagne (1936-1939) arrête tout, mais l'importance exceptionnelle des découvertes détermine qu'il s'agit de l'emplacement le plus approprié pour le musée historique prévu depuis le XIXe siècle, en même temps qu'elle conditionne le tournant archéologique du musée.
Le musée d'histoire de Barcelone est finalement inauguré sous le franquisme en 1943 après la guerre civile espagnole. Il porte alors le nom de musée d'histoire de la ville de Barcelone (en catalan : Museu d'Història de la Ciutat de Barcelona ou Museu d'Història de la Ciutat) (MHCB ou MHC). Le noyau du musée est constitué des vestiges archéologiques de la ville romaine et des bâtiments du palais royal médiéval (Palau Reial Major), comprenant la grande salle appelée Saló del Tinell (XIVe siècle) et la chapelle du palais dédiée à Sainte Agathe (XIVe siècle) avec son retable gothique, une œuvre du peintre médiéval Jaume Huguet (XVe siècle). Dans les salles reconstruites de Casa Padellàs on expose aussi des objets concernant l'histoire de Barcelone depuis le bas Moyen Âge : le gouvernement de la ville et de ses règlements, les confréries, les célébrations citoyennes, les guerres et les conflits, l'artisanat et le commerce, les grands événements internationaux tenus à Barcelone (notamment, deux expositions internationales) aussi bien que la croissance et les transformations de la ville dans l'ère industrielle, parmi autres sujets.
Tout de suite le musée incorpore de nouveaux sites tels que le Temple d'Auguste ou la voie funéraire romaine découverte en 1954 sous la place Vila de Madrid. Le sous-sol archéologique de Plaça del Rei est également agrandi avec l'addition de nouvelles découvertes comme le baptistère paléochrétien (1968).
À la fin du régime franquiste, quand la démocratie est récupérée en Espagne (et particulièrement à partir de 1979), le rôle du musée est reconsidéré. L'exposition permanente sur l'histoire de Barcelone déployée dans les salles de la Casa Padellàs lors de la fondation est démantelée (vers 1990) et depuis 1996 ces salles abritent des expositions temporaires permettant un aperçu plus dynamique et des discussions croisés autour des moments clefs de l'histoire de Barcelone. Parallèlement, le sous-sol archéologique est entièrement rénové et sa muséographie mise à jour, incorporant des nouvelles connaissances sur la Barcelone romaine et de l'antiquité tardive (inauguré en 1998).
Le long des dernières décennies, le MUHBA met également l'accent sur l'histoire contemporaine en même temps qu'il se déploie comme un réseau de sites patrimoniaux, visant à fournir une couverture plus complète de l'histoire de Barcelone.
Depuis 2005, le MUHBA publie la revue scientifique Quarhis (Quaderns d'Arqueologia i Història de la Ciutat de Barcelona) reprise actualisée des anciens Cuadernos de Arqueología e Historia de la Ciudad (1960-1980)
En 2007, le musée d'histoire de la ville de Barcelone (en catalan : Museu d'Història de la Ciutat de Barcelona) prend le nom qu'il a aujourd'hui de musée d'histoire de Barcelone (en catalan : Museu d'Història de Barcelona).
Le MUHBA est l'impulseur d'un réseau européen des musées d'histoire de la ville et des centres de recherche sur l'histoire urbaine (depuis 2010).

## Sites du musée

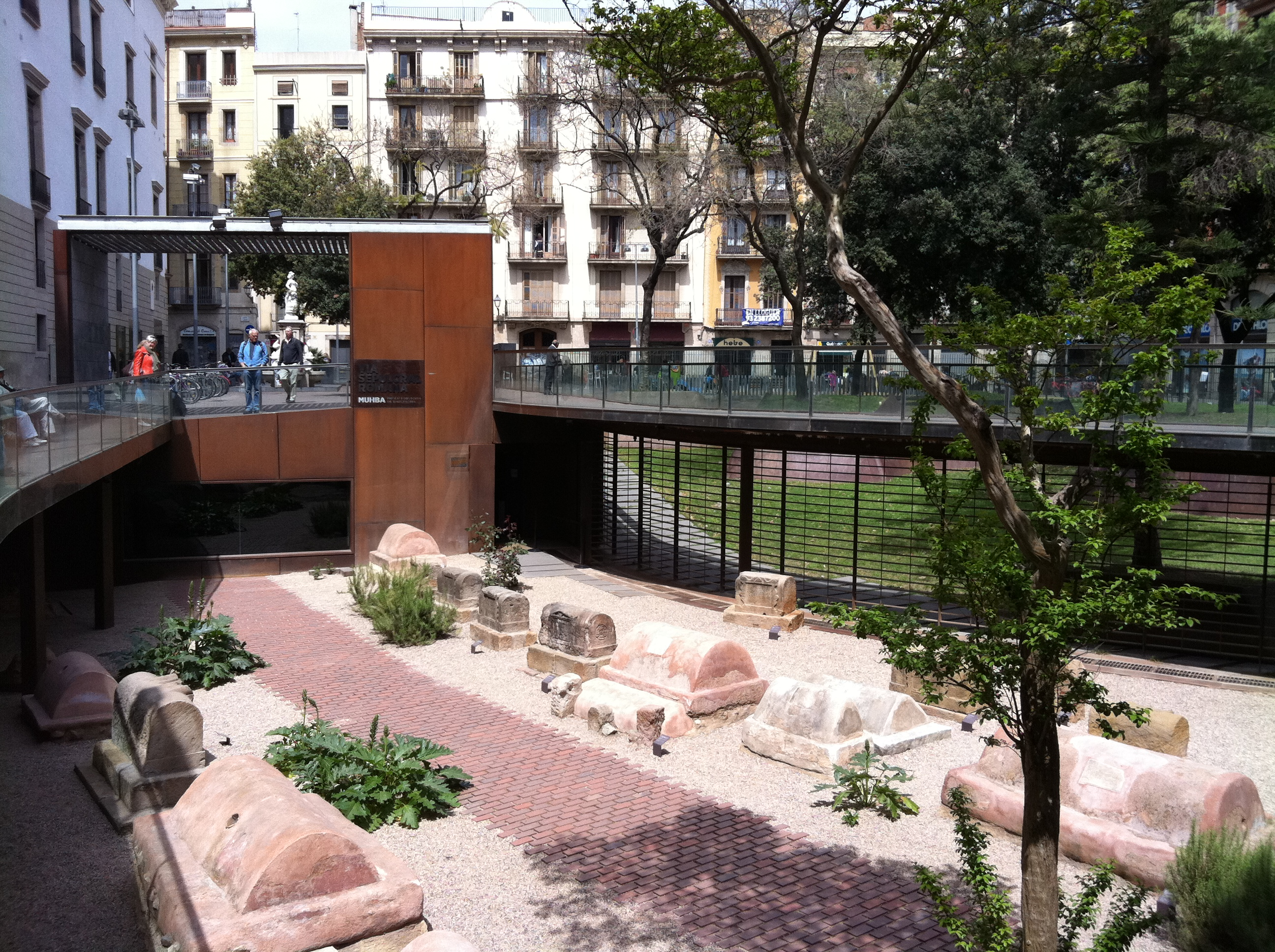
MUHBA Voie funéraire romaine

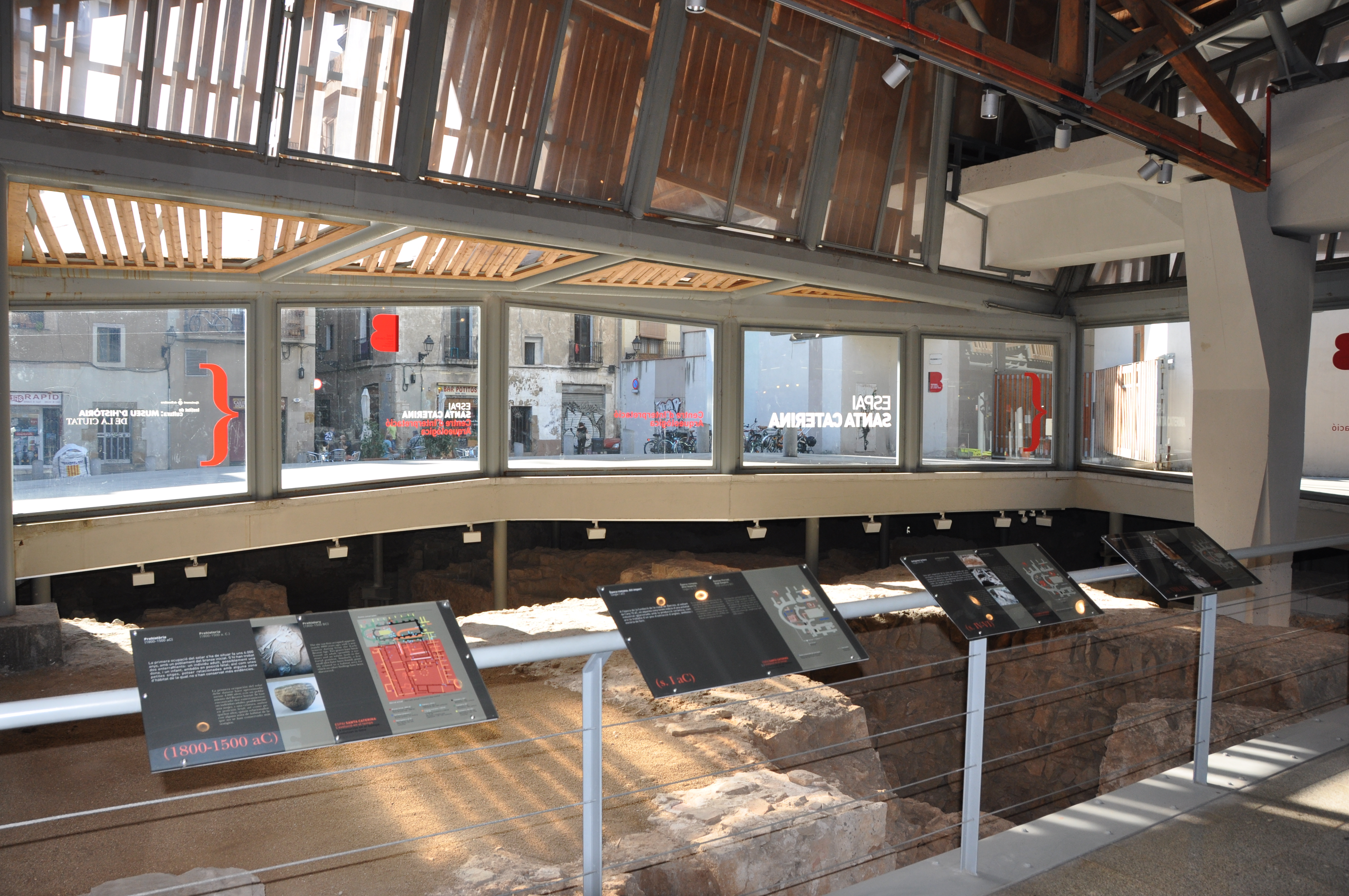
MUHBA Sainte Catherine

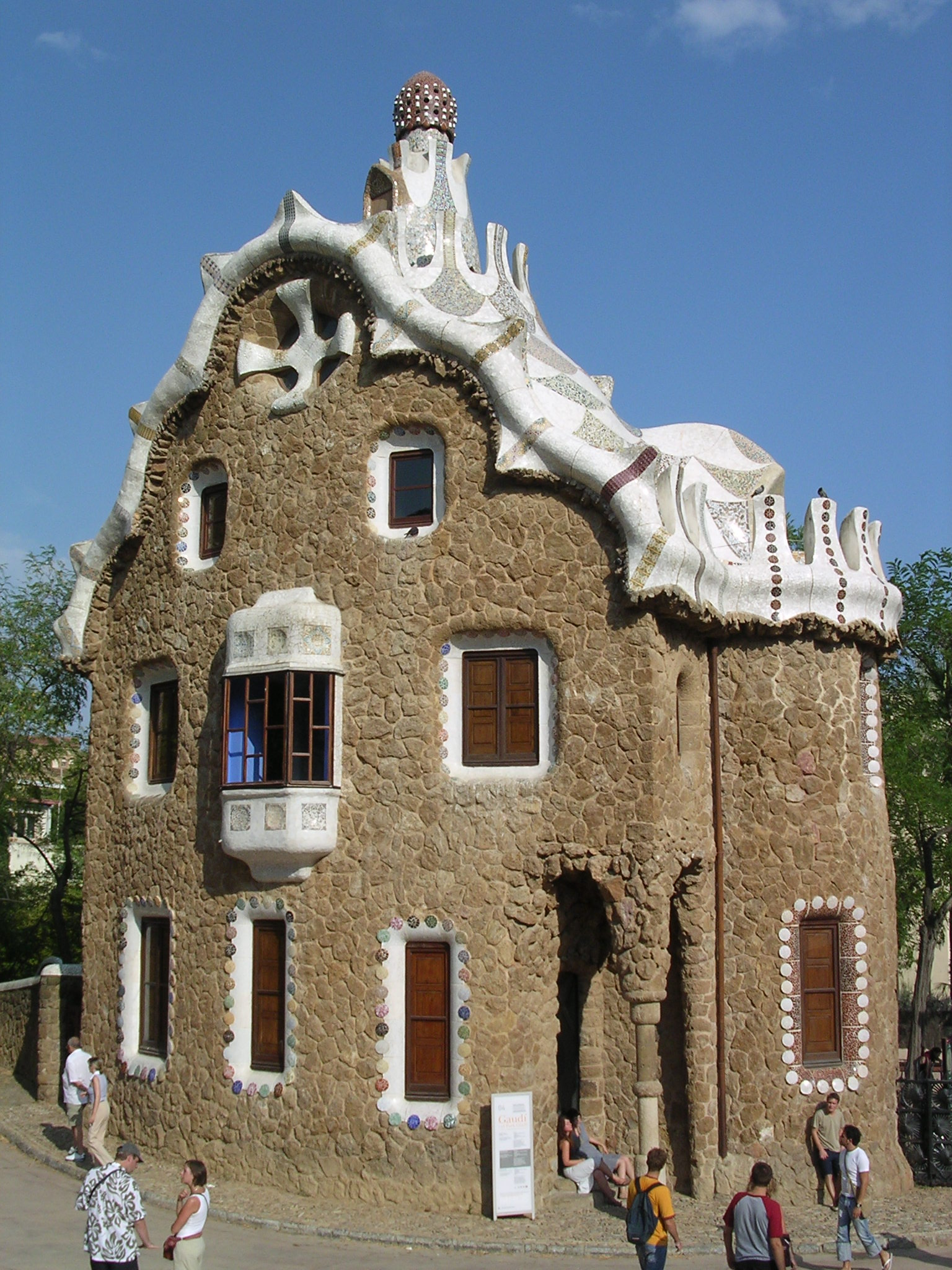
MUHBA Parc Güell

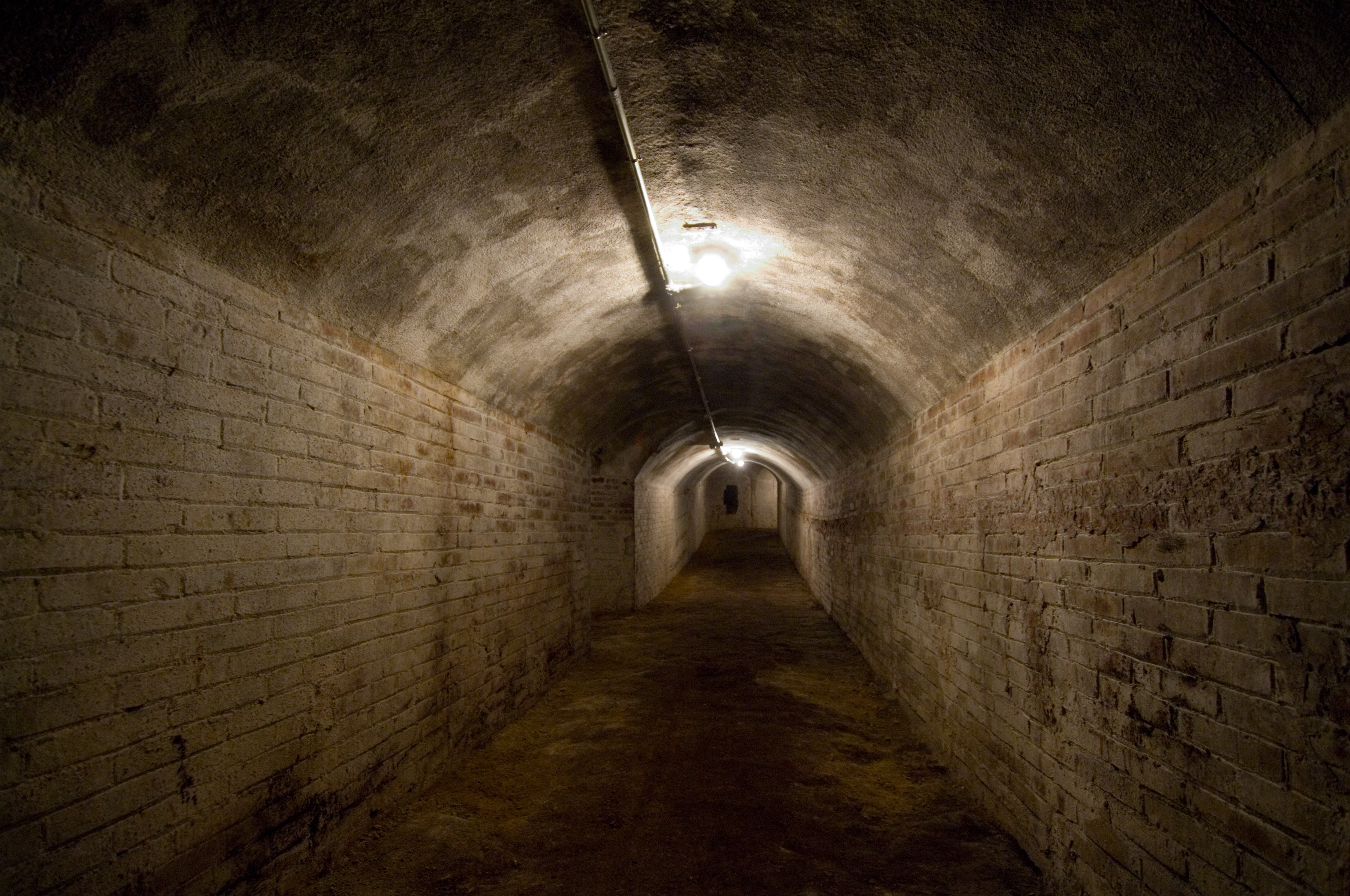
MUHBA Abri anti-aérien 307

Le musée d'histoire de Barcelone compte plusieurs sites patrimoniaux répartis dans de la ville. La plupart d'entre eux sont des sites archéologiques présentant des vestiges de l'ancienne ville romaine, d'autres se réfèrent à l'époque médiévale et le reste couvre la ville moderne et contemporaine.
- Place du Roi (Plaça del Rei). Situé dans le quartier gothique de la Vieille ville de Barcelone. Siège principal du Musée. Accès à travers la cour de l'hôtel Padellàs l'un des meilleurs exemples de la typologie des cours gothiques catalanes (construit entre le XVe et XVIe siècles, reconstruit en 1931). Visite au sous-sol des vestiges d'un quartier de l'ancienne ville romaine de Barcino. L'aire archéologique sous Plaça del Rei comprend 4 000 m2 environ. On y trouve une exposition sur la vie quotidienne dans les maisons romaines et un parcours à travers les fondements d'anciens ateliers (blanchisserie, teinturerie, poisson salé et garum, cellier), magasins (tabernae), la partie intérieure des murailles (intervallum, intérieur des tours) et des rues (cardo minor). On y trouve aussi les fondements de quelques bâtiments du complexe épiscopal paléochrétien et wisigothique (église cruciforme, palais épiscopal, baptistère).  Sous les voûtes romanes du palais royal médiéval une petite exposition explique l'histoire de Barcelone au Moyen Âge. Vers la fin du parcours on trouve les deux grands éléments architecturaux du palais royal médiéval, chefs-d'œuvre de l'architecture gothique catalane: la grande salle de cérémonies appelé Saló del Tinell, couverte par des grandes arches en plein cintre (XIVe siècle), et la chapelle palatine de Sainte Agathe (XIVe siècle) avec son retable, une œuvre du XVe siècle du peintre catalan Jaume Huguet. Le Salo del Tinell abrite souvent des expositions temporaires[3].
- Temple d'Auguste. Dans le quartier gothique. Quatre grandes colonnes et part du basement du temple romain de Barcino (nom latin de Barcelone), dédié au culte de l'empereur Auguste, retrouvées au XIXe siècle à l'intérieur d'un bâtiment médiéval. Accès gratuit pendant les horaires d'ouverture.
- Voie funéraire romaine de la place Vila de Madrid, dans le quartier gothique. Aire d'inhumation établie le long d'une des routes menant à l'ancienne ville romaine. Partiellement visible à plein air. Il y a aussi une exposition sur les traditions funéraires romaines, où sont affichés des objets trouvés dans les tombes.
- Porte maritime
- Domus romaine de Saint Honorat, dans le quartier gothique. Fondations d'une demeure romaine du IVe siècle décorées de mosaïques polychromes et de peintures murales. Grands réservoirs médiévaux pour le stockage des céréales,
- Domus romaine d'Avinyó
- El Call (juiverie) dans le quartier gothique, au cœur de l'ancienne juiverie médiévale.  Fournis des renseignements historiques sur "El Call", la communauté juive de Barcelone et son héritage culturel.
- Sainte-Catherine dans la Vieille ville de Barcelone. Au-dedans du marché de Sainte-Catherine, qui se lève sur un monastère médiéval démoli au XIXe siècle dont les fondements sont partiellement visibles. On y trouve un aperçu historique sur l'habitation de cette part de la ville depuis les temps préhistoriques. Accès gratuit pendant les horaires d'ouverture.
- Vil·la Joana À Vallvidrera, dans le parc naturel de Collserola, aux environs de la grande agglomération urbaine. Ancienne ferme devenue villa résidentielle au XIXe siècle. L'éminent poète catalan Jacint Verdaguer trouva la mort ici en 1902. L'exposition met Verdaguer et son œuvre littéraire sur le carrefour de la littérature, la nature et la ville.
- Parc Güell-Logement du concierge. Au quartier de Gràcia. Occupe un des pavillons qui flanquent l'entrée principale du parc. L'œuvre architecturale de Gaudí abrite une exposition axée sur la maison elle-même, le parc et la ville. Permets une connaissance directe et immédiate du concept architectural de Gaudí pour les espaces interieurs[4].
- Oliva Artés
- Fabra & Coats. Au district de Sant Andreu. Grand ensemble d'usines et de bâtiments industriels. Ancienne fabrique textile qui abrite divers services publics et culturels. Le MUHBA gère la chaufferie. Un espace muséal mettant l'accent sur le travail et la ville est prévu.
- Station de pompage (Casa de l'aigua). Au district de Sant Andreu. Construite en 1915-1919, lorsque le renouvellement du système public d'approvisionnement en eau de Barcelone. On y présente l'exposition permanente "la révolution de l'eau à Barcelone. L'eau courante et la ville moderne".
- Abri anti-aérien 307 (Refugi 307). Au district de Sants-Montjuïc. Le mieux conservé des abris anti-aériens construits au cours de la guerre d'Espagne afin de protéger la population contre les sévères bombardements de Barcelone en 1937 et 1938. Plus de 200 m. des tunnels.
- Turó de la Rovira. Au district Horta-Guinardó. Au sommet d'une des collines qui soulève sur la plaine de Barcelone. Vue panoramique sur la ville. Traces des batteries antiaériennes qui défendaient Barcelone contre les bombardements au cours de la guerre d'Espagne. Traces du bidonville qui a survécu dès l'après-guerre jusqu'à 1990.
- Galerie des Catalans illustres (Galeria de Catalans Il·lustres) 47 portraits de personnalités catalanes (XIXe et XXe siècles) exposés au  Palais Requesens (Académie Royale des Bones-Letres)[5]